# Cascadeur – Die Jagd nach dem Bernsteinzimmer
Cascadeur – Die Jagd nach dem Bernsteinzimmer ist ein deutscher Action-Abenteuerfilm aus dem Jahr 1998 von und mit Regisseur, Produzent und Hauptdarsteller Hardy Martins.

## Handlung
Die deutsche Archäologin Christin durchstreift auf der Suche nach Hinweisen nach dem verschwundenen Bernsteinzimmer Südamerika und stöbert im venezolanischen Caracas den untergetauchten NS-Offizier Karl Fuchs auf, der damals für den Abtransport des Kunstwerkes verantwortlich war. Der inzwischen todkranke Mann stirbt vor ihren Augen, allerdings findet Christin bei ihm einen Hinweis in Form eines versteckten Kettenanhängers. Was Christin nicht ahnt: sowohl sie als auch Fuchs werden von mysteriösen Männern überwacht, welche den Anhänger um jeden Preis bekommen wollen. Christin gelingt zwar die Flucht, allerdings können die Killer sie abfangen und in ein Flugzeug nach Deutschland verfrachten.
In der Luft gelingt es Christin schließlich, nicht nur den Anhänger zurück zu ergattern, sondern auch der Zwangslage durch einen Absprung per Fallschirm zu entgehen. Sie landet mitten im Schwarzwald und wird von Vincent gefunden, einem ehemaligen Stuntman, der sich inzwischen aus dem beruflichen wie gesellschaftlichen Leben zurückgezogen hat und als Pflücker von Nadelbaumzapfen arbeitet. Dem nicht an weltlichen Dingen gelegenen Einsiedler ist Christin zunächst eher ein Störfaktor und er hilft ihr schnell wieder in die Zivilisation zurück. Inzwischen haben die Killer um ihren mysteriösen Chef genannt „Oberst“ allerdings Christins Absturzort aufgespürt und wollen den Kettenanhänger an sich bringen. Vincent entgeht nur knapp einem Mordversuch, kennt aber jetzt deren nächstes Ziel: Christin. Diese überbringt in München Professor Waldheim – Direktor einer Kulturgutstiftung und ein enger Freund ihres Großvaters – die Kette, als die Handlanger des Obersts beide dort aufspüren. Beiden entkommen der Zwangslage, wobei Vincent nach einer Verfolgungsjagd die Identität ihrer Verfolger aufdeckt: Die Killer sind Agenten des MAD, der Oberst ein korrupter Geheimdienstoffizier.
Vincent und Christin tauchen bei Gonzo unter, einem ehemaligen Stuntkumpan. Hier findet Christin ein weiteres Geheimnis des Schlüssels heraus, der sich gemeinsam mit Hinweisen von Waldheim zum Schloss Hohenstein führt, das zur Zeit des Nationalsozialismus eine Operationsbasis für Spezialkräfte war, und begeben sich dorthin. Vor Ort entdecken beide schließlich das Versteck des Bernsteinzimmers an der Wasserkuppe in der Rhön. Dabei gerät das Paar in einen Hinterhalt des Obersts, wo sich auch herausstellt, dass Waldheim mit den Killern gezwungenermaßen unter einer Decke steckt. Während der Professor umgebracht und Christin gefangen genommen wird, gelingt Vincent die Flucht.
Mithilfe von Gonzo heftet sich Vincent anschließend an die Fersen des Obersts, kann Christin am Berg aus der Gewalt der Agenten befreien und entdeckt mit ihr und etwas Glück den Eingang zur Versteckhöhle. In einer Gruft, in der sich Hitler offensichtlich begraben ließ, finden die beiden schließlich die Fragmente des zum Grabmal umfunktionierten Zimmers. Doch der Oberst kommt ihnen zuvor, stiehlt die Zimmerteile und lässt Vincent und Christin gefesselt mit einer Bombe zurück. Im letzten Moment können beide der Sprengfalle entwischen.
Der Oberst versucht, das Zimmer mit dem Flugzeug außer Landes zu schmuggeln, wird aber von Vincent und Christin mit einem LKW am Start gehindert. Es kommt zum Showdown zwischen Vincent und dem Oberst, bei dem das inzwischen abgehobene Flugzeug über einem See abstürzt und der Oberst den Tod findet.
Vincent und Christin überleben den Crash und werden schließlich ein Paar.

## Hintergrund
- Hauptdarsteller Hardy Martins ist selbst Stuntman und fungierte auch als Ideengeber, Regisseur und Produzent.
- Die Dreharbeiten dauerten 92 Tage.
- Die komplette Filmcrew hinter der Kamera bestand hauptsächlich aus Nachwuchs-Filmschaffenden.
- Schauspieler Jan Sosniok, Peter Rappenglück und Carin C. Tietze hatten im Film eine Gastrolle.
- Die Anschubfinanzierung von rund DM 500.000,00 wurde durch die Filmfinanzierungsfirma FIMA GmbH mit vielen privaten Kleininvestoren realisiert (Crowdfunding), bevor der Fernsehsender ProSieben als Co-Produzent einstieg. Die Restfinanzierung erfolgte dann durch die Produzenten, die öffentliche Filmförderung und weitere private Gelder aus dem Kundenkreis der FIMA. Letztendlich wurden etwa die Hälfte der Produktionskosten, sowie fast die kompletten Kosten für den Filmverleih über die FIMA finanziert.
- Der Film wurde 1998 auf den Internationalen Filmfestspielen von Cannes als bestverkaufter deutscher Film in mehr als 20 Länder verkauft.
- Für den Filmverleih wurde von den Produzenten des Films eigens die Verleihfirma Angel Falls Filmverleih gegründet.
- Kinostart in Deutschland war am 30. Juli 1998.
- In den deutschen Kinos wurden insgesamt nur 69.163 Besucher gezählt. Die Gewinnschwelle für die privaten Investoren hätte man laut eigener Aussage allerdings erst bei rund 1,3 Millionen Kinobesuchern erreicht.
- Der Film wurde beim Deutschen Filmpreis für den besten Schnitt und die beste Kamera, sowie beim Filmfest München für den Nachwuchs-Regiepreis nominiert.

## Kritiken
„Ein mit großem Materialaufwand produzierter deutscher Abenteuerfilm, der schamlos Vorbilder wie die Indiana Jones-Reihe plündert und pausenlos selbstzweckhafte Stuntszenen aneinanderreiht. Nie an innerer Glaubwürdigkeit interessiert, soll er lediglich die akrobatischen Fähigkeiten des Hauptdarstellers, selbst ein Stuntman, unter Beweis stellen.“

„Atemberaubende Action, verwegene Stunts, rasante Verfolgungsjagden und jede Menge Humor und Selbstironie sind garantiert.“

„Fun- und Action-Picture aus deutschen Landen mit sympathischem Abenteuerplot, verwegenen Stunts und Humor.“